# Alt-Römisch-Katholische Kirche in Nordamerika
Die Alt-Römisch-Katholische Kirche in Nordamerika (Old Roman Catholic Church in North America) ist eine eigenständige altkatholische Kirche mit Sitz in Louisville, Kentucky.
Die Kirche wurde am 29. Dezember 1910 durch Arnold Harris Mathew gegründet. Sie ist kein Mitglied in der europäisch geprägten Utrechter Union der Altkatholischen Kirchen.
Leitender Bischof der Kirche ist Sherman Randall Pius Mosley.
Wie viele verwandte Gemeinschaften hält die Old Roman Catholic Church in North America an den liturgischen und dogmatischen Traditionen aus der Zeit vor dem Zweiten Vatikanischen Konzil fest.

## Leitende Bischöfe
- Mai 1963 bis 20. April 1974: Robert Alfred Burns
- 1974 bis 5. Januar 1975: Andrew Gordon Johnson-Cantrell
- 12. April 1975 bis 2009: Francis Peter Facione[2]
- Seit 20. Juni 2009: Sherman Randall Pius Mosley